# Konrad Mannert
Konrad Mannert, nemški zgodovinar, geograf in univerzitetni učitelj, * 17. april 1756, Altdorf bei Nürnberg, † 27. september 1834, München.
Mannert je predaval zgodovino na Univerzah v Altdorfu, v Würzburgu in v Münchnu. Najbolj je poznan po delu na področju primarnih virov.